# Louis-Joseph Papineau
Louis-Joseph Papineau (Montreal, 7 de octubre de 1786 - Montebello, 25 de septiembre de 1871) fue un hombre político, abogado y señor quebequense de ascendencia hugonote. Fue líder del Parti patriote. 

## Biografía
Hijo del notario y político Joseph Papineau, estudió Derecho para establecerse como abogado, pero, no placiéndole esta profesión, ingresó en el ejército y luego se dedicó a la política, como su padre. Fue diputado durante 28 años y presidente de la cámara en la Asamblea del Bajo Canadá durante 22 años, mostrándose al principio monárquico liberal en la línea de Edmund Burke, pero evolucionando rápidamente hacia un liberalismo más radical.
En diciembre de 1822 marchó a Londres con John Neilson con el propósito de presentar una petición firmada por 80.000 canadienses contra el proyecto de unión del Alto y del Bajo Canadá. 
Estuvo en cabeza del Partido patriota, que luchó por reformas constitucionales fundadas sobre los principios británicos y destacó como orador reclamando la creación de un régimen parlamentario en Quebec basado en la soberanía popular independiente del dominio inglés. 
En 1831 patrocinó una ley que concedió plenos derechos políticos a la minoría judía, 27 años antes que en cualquier otra parte del Imperio Británico. Lo convenció de ello Ezequiel Hart, un judío que había demostrado su dedicación a la causa canadiense por haber recaudado dinero para apoyar a las tropas en el Bajo Canadá para ayudar en la defensa contra los Estados Unidos.
Sus numerosos discursos y su actividad política, que enfrentó las 92 resoluciones de 1834 a las 10 resoluciones de Lord John Russell, inspirará y promoverá la Rebelión de los Patriotas de 1837; en ella organizó el boicot a los productos británicos de la colonia y abogó por una solución negociada y no violenta, fundada en la esperanza de que los británicos hubieran aprendido de su experiencia con la colonia Americana en 1776 y actuaran de manera diferente con el Canadá.

El líder patriota Louis-Joseph Papineau habla en la "Asamblea de los seis condados".

Sin embargo, fracasada la intentona, su cabeza fue puesta a precio y tuvo que marchar al exilio, primero en Estados Unidos, en Saratoga, en casa de su amigo el juez Reuben Hyde Walworth, mientras trataba en vano de obtener el apoyo del presidente estadounidense Martin van Buren, y luego, desde febrero de 1839, en París, donde publicó su Histoire de l'insurrection du Canada en réfutation du Rapport de Lord Durham ("Historia de la insurrección del Canadá en refutación del Escrito de Lord Durham") en la revista Progrès. A pesar de granjearse las simpatías de numerosos políticos influyentes, como el poeta Alphonse Lamartine y Lamennais, la Francia de Louis-Philippe permaneció neutral en el conflicto entre Gran Bretaña y su colonia y abandonó el país en 1845.
Tras la amnistía, fue elegido en 1848 al nuevo parlamento del Canadá Unido en el Condado de San Mauricio. En serio desacuerdo con la política del partido reformista de Louis-Hippolyte Lafontaine, rompió la disciplina de partido y se convirtió en diputado independiente. Republicano convencido esta vez, inspirado en las repúblicas de Estados Unidos y Francia, que conocía personalmente, sostuvo el movimiento anexionista. Sin embargo, el impuso que dio al movimiento de los Patriotas iba más allá de una independencia del Bajo Canadá, al menos a largo plazo. Pero, ante la imposición del Acta de unión de 1840, era de la opinión que el Estatuto de estado en la federación americana sería preferible para sus compatriotas del ex Bajo Canadá. En 1856, profetizó un Nuevo Mundo republicano, humanitario y multilingüe, formado por naciones confederadas desde el Polo Norte a Tierra del Fuego.
Siempre en ruptura con el partido conducido por Lafontaine, participó en la creación del Partido rojo. No fue elegido en 1851, pero lo fue en elecciones complementarias al año siguiente. No se presentó como candidato a las elecciones de 1854 y se retiró de la vida pública poco después, sin reaparecer más que para dar una conferencia en el Instituto Canadiense de Montreal en diciembre de 1867. Falleció en su mansión de Montebello el 25 de septiembre de 1871.